# Stenaspidius allsoppi
Stenaspidius allsoppi is een keversoort uit de familie cognackevers (Bolboceratidae). De wetenschappelijke naam van de soort werd in 1975 gepubliceerd door Henry Fuller Howden.